# 陳之美
陳之美（？—？），字日章，號絅存，福建邵武府邵武縣人。

## 生平
万历二十五年（1597年）丁酉科福建乡试举人，四十七年（1619年）己未科進士，刑部觀政，四十八年授户部河南司主事，本年管验粮所，天啓二年（1622年）管通州穵運，提督通州仓场，釐剔有方，积羡馀数百金，刍豆称是，尽籍其数授代者。三年迁湖廣司员外、雲南司郎中，出为宁波知府。丁憂歸。天啓七年（1627年）復除宁波知府，抵御海寇犯境，士民为镌碑纪德。崇祯三年（1630年）迁本省按察司副使，分守瓯越，四年丁憂。服闋，七年补江西副使，分守饶南。缮城凿池，庇战守具，浔阳上下无烽燧惊，淮藩涵玉手书“古社稷臣”四字褒之，事闻，擢天津粮储，未莅任，改调广东参政，分守岭南，整饬纪纲，一以廉法率下，寻请告归里。所著有《仕学窥斑集》。

## 家族
曾祖陳景華。祖父陳鋭。父陳武，庠生。